# Selma Poutsma
Selma Poutsma (* 14. Mai 1999 in Den Haag) ist eine niederländische, ehemals französische Shorttrackerin.

## Werdegang
Poutsma startete international erstmals bei den Juniorenweltmeisterschaften 2014 in Erzurum und belegte dabei den 42. Platz im Mehrkampf und den achten Rang mit der Staffel. Ihr Debüt im Weltcup hatte sie zu Beginn der Saison 2015/16 in Montreal und errang dabei den zehnten Platz über 1500 m und die Plätze 22 und 11 über 500 m. Es folgte bei den Europameisterschaften 2016 in Sotschi der 19. Platz im Mehrkampf, bei den Juniorenweltmeisterschaften 2016 in Sofia der 15. Platz im Mehrkampf und der achte Rang mit der Staffel und bei den Weltmeisterschaften 2016 in Seoul der achte Platz mit der Staffel. Im Februar 2016 erreichte sie in Dordrecht mit dem dritten Platz mit der Staffel ihre erste Podestplatzierung im Weltcup. Im folgenden Jahr lief sie bei den Europameisterschaften 2017 in Turin auf den 21. Platz im Mehrkampf und auf den fünften Rang mit der Staffel. In der Saison 2017/18 holte sie bei den Europameisterschaften 2018 in Dresden die Bronzemedaille mit der Staffel und belegte bei den Juniorenweltmeisterschaften 2018 in Tomaszów Mazowiecki den 18. Platz im Mehrkampf. Nach der Saison 2017/18 wechselte sie vom französischen Verband zum niederländischen Verband und startete erstmals wieder im Februar 2020 in Dresden im Weltcup. Dabei kam sie auf den 24. Platz über 1000 m und auf den zehnten Rang über 1500 m. In der Saison 2020/21 gewann sie bei den Europameisterschaften 2021 in Danzig über 1000 m und mit der Staffel jeweils die Silbermedaille und bei den Weltmeisterschaften 2021 in Dordrecht über 500 m die Bronzemedaille und mit der Staffel die Goldmedaille.

## Persönliche Bestzeiten
- 500 m      42,081 s (aufgestellt am 22. Oktober 2023 in Montreal)
- 1000 m    1:27,495 min (aufgestellt am 7. März 2021 in Dordrecht)
- 1500 m    2:22,984 min (aufgestellt am 30. September 2023 in Heerenveen)
- 3000 m    5:22,629 min (aufgestellt am 7. März 2021 in Dordrecht)

## Weltcupsiege

### Weltcupsiege im Einzel
| Nr. | Datum            | Ort    | Disziplin |
| --- | ---------------- | ------ | --------- |
| 1.  | 17. Februar 2024 | Danzig | 500 m     |

### Weltcupsiege im Team
| Nr. | Datum             | Ort         |
| --- | ----------------- | ----------- |
| 1.  | 31. Oktober 2021  | Nagoya 1    |
| 2.  | 21. November 2021 | Debrecen 1  |
| 3.  | 28. November 2021 | Dordrecht 1 |
| 4.  | 28. November 2021 | Dordrecht 2 |
| 5.  | 30. Oktober 2022  | Montreal 3  |
| 6.  | 5. Februar 2023   | Dresden 1   |
| 7.  | 29. Oktober 2023  | Montreal 5  |
| 8.  | 9. Dezember 2023  | Peking 4    |
| 9.  | 10. Dezember 2023 | Peking 5    |
| 10. | 16. Dezember 2023 | Seoul 6     |
| 11. | 17. Dezember 2023 | Seoul 7     |
| 12. | 11. Februar 2024  | Dresden 1   |
| 13. | 17. Februar 2024  | Danzig 8    |
| 14. | 18. Februar 2024  | Danzig 3    |